# Grande America
Grande America è stata una nave da carico mista (portaveicoli, portarimorchi, portacontenitori e carichi speciali) della compagnia Inarme, parte del Gruppo Grimaldi (Napoli).
Costruita dalla Fincantieri presso lo stabilimento di Palermo, il 12 marzo 2019, a seguito di un incendio scaturito il giorno precedente, è naufragata nel golfo di Biscaglia, al largo delle coste francesi, causando una marea nera che potrebbe abbattersi sulla terraferma a fine marzo.

## Storia
L'unità è entrata in servizio di linea nel 1997.

### L'incendio e l'inabissamento
La nave, salpata da Amburgo, era diretta a Casablanca, quando, nella notte tra il 10 e l'11 marzo 2019, è scoppiato un incendio a bordo mentre si trovava al largo di Capo Finistère, nel nord-ovest della Francia, incendio che, divenuto incontrollabile, ne ha causato l'inabissamento il giorno successivo a circa 180 miglia nautiche dalle coste bretoni, in una zona in cui, secondo quanto riferito dalla prefettura marittima di Brest, le acque arrivano a 4.600 metri di profondità. Il mercantile italiano trasportava auto (pare carico di Maserati già danneggiate da un precedente incendio) oltre ad altri veicoli nei garage e numerosi container sui ponti superiori.
Nel frattempo, dopo aver dichiarato l’abbandono della nave da parte del comandante dell’unità mercantile, tutti i ventisei membri dell’equipaggio e l’unico passeggero a bordo della lancia di salvataggio, sono stati tratti in salvo dalla fregata britannica HMS Argyll nella notte tra domenica e lunedì, intorno alle 4 del mattino, ad avvertire il centro operativo della situazione a bordo della nave britannica è stato il Centro nazionale di coordinamento del soccorso marittimo (MRCC) di Roma.

## Navi gemelle
- Grande Africa
- Grande Atlantico
- Grande Amburgo
- Grande Argentina
- Grande Brasile
- Grande Buenos Aires
- Grande Francia
- Grande Nigeria
- Grande San Paolo